# Ілійно
Ілі́йно (болг. Илийно) — село в Тирговиштській області Болгарії. Входить до складу общини Омуртаг.

## Населення
За даними перепису населення 2011 року у селі проживала 491 особа.
Національний склад населення села:
| Національність   | Кількість осіб | Відсоток |
| ---------------- | -------------- | -------- |
| цигани           | 206            | 48,2%    |
| турки            | 156            | 36,5%    |
| болгари          | 58             | 13,6%    |
| Всього відповіли | 427            |          |

Розподіл населення за віком у 2011 році:
Динаміка населення: